# Comuna Bogdand, Satu Mare
Bogdand (în maghiară: Bogdánd în germană: Bogendorf) este o comună în județul Satu Mare, Transilvania, România, formată din satele Babța, Bogdand (reședința), Corund și Ser.

## Demografie
Componența etnică a comunei Bogdand
     Maghiari (56,17%)
     Români (35,62%)
     Romi (6,63%)
     Alte etnii (0%)
     Necunoscută (1,58%)
Componența confesională a comunei Bogdand
     Reformați (55,32%)
     Ortodocși (36,61%)
     Greco-catolici (3,13%)
     Alte religii (3,06%)
     Necunoscută (1,88%)
Conform recensământului efectuat în 2021, populația comunei Bogdand se ridică la 2.715 locuitori, în scădere față de recensământul anterior din 2011, când fuseseră înregistrați 2.872 de locuitori. Majoritatea locuitorilor sunt maghiari (56,17%), cu minorități de români (35,62%) și romi (6,63%), iar pentru 1,58% nu se cunoaște apartenența etnică. Din punct de vedere confesional, majoritatea locuitorilor sunt reformați (55,32%), cu minorități de ortodocși (36,61%) și greco-catolici (3,13%), iar pentru 1,88% nu se cunoaște apartenența confesională.

## Politică și administrație
Comuna Bogdand este administrată de un primar și un consiliu local compus din 11 consilieri. Primarul, Aurel Bojan[*], de la Partidul Național Liberal, este în funcție din 2004. Începând cu alegerile locale din 2024, consiliul local are următoarea componență pe partide politice:
|  | Partid                                 | Consilieri | Componența Consiliului | Componența Consiliului | Componența Consiliului | Componența Consiliului | Componența Consiliului |
|  | -------------------------------------- | ---------- | ---------------------- | ---------------------- | ---------------------- | ---------------------- | ---------------------- |
|  | Uniunea Democrată Maghiară din România | 5          |                        |                        |                        |                        |                        |
|  | Alianța Electorală Pnl - Pro România   | 3          |                        |                        |                        |                        |                        |
|  | Alianța pentru Unirea Românilor        | 2          |                        |                        |                        |                        |                        |
|  | Partidul Social Democrat               | 1          |                        |                        |                        |                        |                        |